# 988 Appella
988 Appella eller 1922 MT är en asteroid i huvudbältet, som upptäcktes 10 november 1922 av den rysk franske astronomen Beniamin Zjechovskij i Alger. Den har fått sitt namn efter den franske matematikern Paul Appell.
Asteroiden har en diameter på ungefär 20 kilometer.